# DNAJC14
DnaJ homologna potfamilija C, član 14 je protein koji je kod ljudi kodiran  genom.

## Interakcije
Za DNAJC14 je pokazano da formira interakcije sa dopaminskim receptorom D1.

## Literatura
- Bermak JC, Zhou QY (2004). „Accessory proteins in the biogenesis of G protein-coupled receptors.”. Mol. Interv. 1 (5): 282—7. PMID 14993367.
- Leclerc PC; Auger-Messier M; Lanctot PM (2002). „A polyaromatic caveolin-binding-like motif in the cytoplasmic tail of the type 1 receptor for angiotensin II plays an important role in receptor trafficking and signaling.”. Endocrinology. 143 (12): 4702—10. PMID 12446598. doi:10.1210/en.2002-220679.
- Strausberg RL; Feingold EA; Grouse LH (2003). „Generation and initial analysis of more than 15,000 full-length human and mouse cDNA sequences.”. Proc. Natl. Acad. Sci. U.S.A. 99 (26): 16899—903. PMC 139241 . PMID 12477932. doi:10.1073/pnas.242603899.
- Chen J; Huang Y; Wu H (2003). „Molecular cloning and characterization of a novel human J-domain protein gene (HDJ3) from the fetal brain.”. J. Hum. Genet. 48 (5): 217—21. PMID 12768437. doi:10.1007/s10038-003-0012-8.
- Ota T; Suzuki Y; Nishikawa T (2004). „Complete sequencing and characterization of 21,243 full-length human cDNAs.”. Nat. Genet. 36 (1): 40—5. PMID 14702039. doi:10.1038/ng1285.
- Gerhard DS; Wagner L; Feingold EA (2004). „The status, quality, and expansion of the NIH full-length cDNA project: the Mammalian Gene Collection (MGC).”. Genome Res. 14 (10B): 2121—7. PMC 528928 . PMID 15489334. doi:10.1101/gr.2596504.
- Kimura K; Wakamatsu A; Suzuki Y (2006). „Diversification of transcriptional modulation: large-scale identification and characterization of putative alternative promoters of human genes.”. Genome Res. 16 (1): 55—65. PMC 1356129 . PMID 16344560. doi:10.1101/gr.4039406.